# کریستیان ریس
کریستیان ریس (انگلیسی: Kristian Riis؛ زادهٔ ۱۷ فوریهٔ ۱۹۹۷) بازیکن فوتبال اهل دانمارک است که در باشگاه فوتبال میتیولن بازی می‌کند.